# Genuzaur
Genuzaur (Genusaurus sisterornis) – drapieżny dinozaur należący do ceratozaurów. 
Znaczenie jego nazwy - jaszczur kolanowy.
Żył we wczesnej kredzie (112-97 milionów lat temu), a jego bliskim krewnym mógł być karnotaur.
Szczątki genuzaura odkryto na terenie południowej Francji. Składały się na nie: fragmenty miednicy, kość udowa wraz z  kośćmi podudzia, kości skokowe oraz kręgi, w tym krzyżowe.
Opisu zwierzęcia dokonali: M. Accarie, B. Beaudoin, J. Dejax, G. Fries, D. G. Michard i P. Taquet w 1995 roku.